# سم نحل العسل
أبيتوكسين أو سم نحل العسل هو سائل مر عديم اللون يحتوي على البروتينات التي قد تنتج التهابا موضعيا . قد يكون مشابها لسم لسعة قراص البحر.

## المكونات
المكون الرئيسي هو المليتين الذي قد تصل نسبة وجوده في ببتيدات السم إلى 52% .
- أبامين، يزيد من إنتاج الكورتيزول في الغدة الكظرية.
- أدولابين، يكون ما نسبته 2-5% من ببتيدات السم.[3]
- فسفوليباز A2 ، يصل إلى 10-12% من ببتيد السم. فسفوليباز A2 ينشط حمض الأراكيدونيك الذي يتم استقلابه في دورة سيكلواوكسيجيناز لتشكيل البروستاغلاندينات.
- هيالورونيداز، يساهم بنسبة 1-3% من ببتيد السم.
- الهستامين، يشكل ما نسبته 0.5–2% من ببتيد السم وله دوره المهم في الاستجابة للحساسية.
- الدوبامين والنورادرينالين ، التي تساهم ب 1-2% من ببتيد السم.
- مثبطات البروتياز، بنسبة 2% من ببتيد السم.
- ترتيابين، وهو ببتيد حمض أميني في سم نحل العسل الأوروبي.

## البحوث العلمية
الأبيتوكسينات هي الآن في طور الأبحاث الأولية لدراسة آثارها الحيوية المحتملة، كاحتمال تأثيرها الحيوي في السرطان مثلا.

## وصلات خارجية
- Apitoxin في المكتبة الوطنية الأمريكية للطب نظام فهرسة المواضيع الطبية (MeSH).